# Opava
Opava (en alemán: Troppau; en polaco: Opawa) es una ciudad en el norte de República Checa a orillas del río homónimo. Es la capital histórica de Silesia y en la actualidad pertenece a la región checa de Moravia-Silesia. Tenía una población de 57 019 habitantes en 2018. 

## Historia

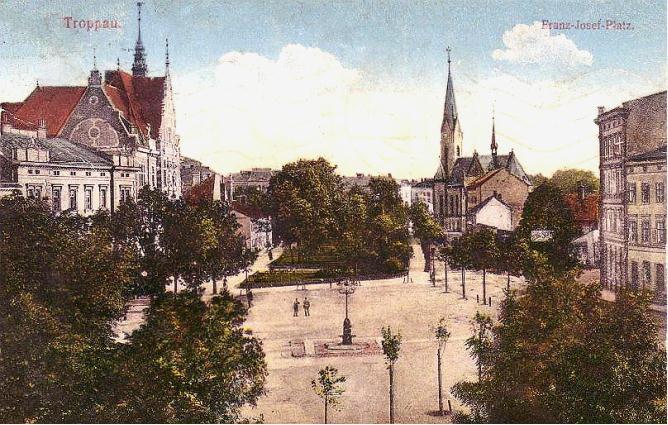
Opava alrededor de 1900

Los primeros documentos sobre Opava se remontan a 1195 cuando recibió el estatus de ciudad en 1224, como la capital medieval del ducado de Silesia. Después de la anexión de la mayor parte de Silesia por el Reino de Prusia durante la guerra de sucesión austriaca, que se inició en 1740, la parte restante del territorio de Silesia permaneció bajo el control de los Habsburgo, convirtiéndose así en parte del Imperio austríaco y más tarde del austrohúngaro (1742-1918), con su capital en Opava. 
Después de la derrota de Austria-Hungría en la Primera Guerra Mundial, Opava llegó a formar parte de Checoslovaquia en 1918, convirtiéndose en la capital de la Silesia checa. De octubre de 1938 al 22 de abril de 1945 Opava fue ocupada por la Alemania nazi, volviendo a formar parte de Checoslovaquia tras el fin de la guerra, hasta la disolución de este país. 

## Patrimonio

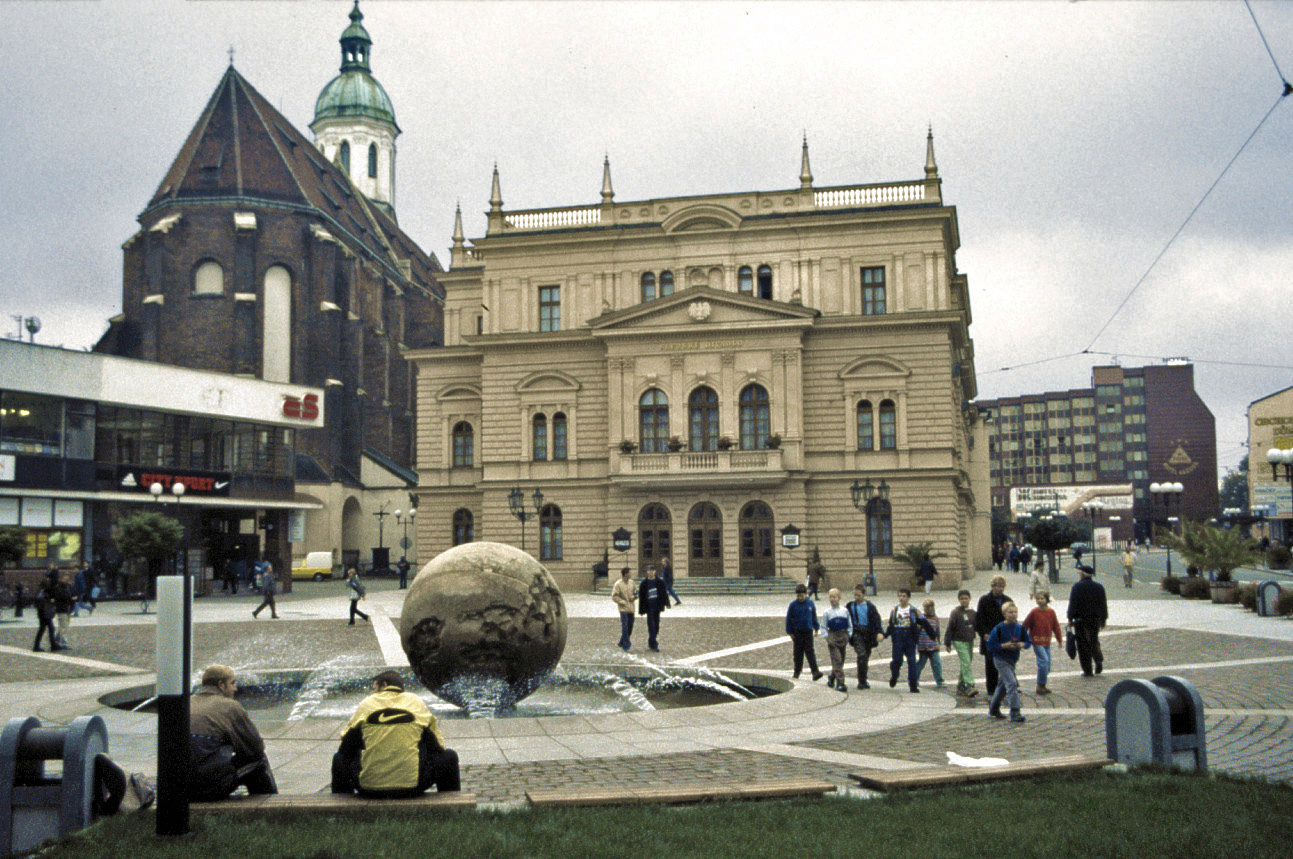
El teatro junto a la catedral

La iglesia de la Asunción de la Virgen de estilo gótico silesiano de ladrillos fue construida por el Orden de los Caballeros Alemanes en el siglo XIV.
Otros monumentos religiosos de interés son la iglesia de San Venceslao, con una basílica de tres naves en la que se conservan fragmentos de frescos y el monasterio de minoritas con la iglesia de Espíritu Santo donde se conservan los restos mortales de la dinastía de Premyslovci.

## Deporte
- SFC Opava juega en la Liga Nacional tras el descenso en la Primera División, su estadio es el Stadion v Městských sadech con capacidad para 7758 espectadores y juega también la Copa de la República Checa.

## Ciudades hermanadas
- Katowice (Polonia)
- Kearney (Estados Unidos)
- Liptovský Mikuláš (Eslovaquia)
- Racibórz (Polonia)
- Roth (Alemania)
- Zugló (Hungría)
- Żywiec (Polonia)